# Saison 5 de Magnum (2018)
 (avril 2023).
La mise en forme du texte ne suit pas les recommandations de Wikipédia : il faut le « wikifier ».
Les points d'amélioration suivants sont les cas les plus fréquents. Le détail des points à revoir est peut-être précisé sur la page de discussion.
- Les titres sont pré-formatés par le logiciel. Ils ne sont ni en capitales, ni en gras.
- Le texte ne doit pas être écrit en capitales (les noms de famille non plus), ni en gras, ni en italique, ni en « petit »…
- Le gras n'est utilisé que pour surligner le titre de l'article dans l'introduction, une seule fois.
- L'italique est rarement utilisé : mots en langue étrangère, titres d'œuvres, noms de bateaux, etc.
- Les citations ne sont pas en italique mais en corps de texte normal. Elles sont entourées par des guillemets français : « et ».
- Les listes à puces sont à éviter, des paragraphes rédigés étant largement préférés. Les tableaux sont à réserver à la présentation de données structurées (résultats, etc.).
- Les appels de note de bas de page (petits chiffres en exposant, introduits par l'outil «  Source ») sont à placer entre la fin de phrase et le point final[comme ça].
- Les liens internes (vers d'autres articles de Wikipédia) sont à choisir avec parcimonie. Créez des liens vers des articles approfondissant le sujet. Les termes génériques sans rapport avec le sujet sont à éviter, ainsi que les répétitions de liens vers un même terme.
- Les liens externes sont à placer uniquement dans une section « Liens externes », à la fin de l'article. Ces liens sont à choisir avec parcimonie suivant les règles définies. Si un lien sert de source à l'article, son insertion dans le texte est à faire par les notes de bas de page.
- La présentation des références doit suivre les conventions bibliographiques. Il est recommandé d'utiliser les modèles {{Ouvrage}}, {{Chapitre}}, {{Article}}, {{Lien web}} et/ou {{Bibliographie}}. Le mode d'édition visuel peut mettre en forme automatiquement les références.
- Insérer une infobox (cadre d'informations à droite) n'est pas obligatoire pour parachever la mise en page.

Pour une aide détaillée, merci de consulter Aide:Wikification.
Si vous pensez que ces points ont été résolus, vous pouvez retirer ce bandeau et améliorer la mise en forme d'un autre article.
Chronologie
Saison 4
La cinquième et dernière saison de Magnum P.I., série télévisée américaine, remake de la série télévisée du même nom dans les années 1980 créée par Glen A. Larson et Donald Bellisario, est constituée de vingt épisodes. Elle a été diffusée sur le réseau NBC aux États-Unis.

## Distribution

### Acteurs principaux
- Jay Hernández : Thomas Magnum
- Perdita Weeks : Juliet Higgins
- Zachary Knighton : Orville « Rick » Wright
- Stephen Hill : Theodore « T.C. » Calvin
- Amy Hill : Teuila « Kumu » Tuileta
- Tim Kang : Lieutenant Gordon Katsumoto

### Acteurs récurrents
- Christopher Thornton (en) : Kenny "Shammy" Shamberg
- Lance Lim : Dennis Katsumoto
- Bobby Lee (en) : Jin Jeong
- Betsy Phillips : Suzy Madison
- Martin Martinez : Cade Jensen
- Michael Rady : Détective Chris Childs
- Michael DeLara : Gabriel Santos
- Lee Anne Kuper : Officier Rachel Lee
- James Remar : Capitaine Buck Greene
- Larry Manetti : Nicky « The Kid » DeMarco
- Emily Alabi : Mahina

### Invités
- Karissa Lee Staples : Melinda Parker

## Liste des épisodes
1. La Passagère
2. La Déferlante
3. Mourir sur scène
4. Portée disparue
5. Du paradis à l'enfer
6. Copie Conforme
7. Héritage
8. Un ciel obscur
9. Sous emprise
10. Charlie Foxtrot
11. Mise à prix
12. Renouer des liens
13. Un chef sur le gril
14. De retour aux affaires
15. Dans la vrai vie
16. Disparition étrange
17. Le poids de la conscience
18. Les joies du camping
19. Guérir
20. Un jour viendra

### Épisode 1:La Passagère
- États-Unis : 19 février 2023 sur NBC
- Suisse : 4 juin 2023 sur RTS Un

- États-Unis : 3,87 millions de téléspectateurs[1]

- Kelly Thiebaud : Sara Macy
- Chris Webster : Nathan Parker
- Jeff Campanella : Capitaine du port
- Jonathan Stanley : Mercenaire Paul Swyzak
- Xander Tunstall : Mercenaire Renshaw

### Épisode 2:La Déferlante
- États-Unis : 19 février 2023 sur NBC
- Suisse : 4 juin 2023 sur RTS Un

- États-Unis : 3,3 millions de téléspectateurs[2]

- Shawn Christian : Cole Graham
- David Huynh : Boa Tan
- Dylan Saunders : Scruffy
- Michael Adamshick : James
- Mark Beltzman : Commissaire-priseur
- Lorenzo Callender : Surfeur tatoué #1
- Kahu William Mariani : Surfeur tatoué #2
- Moani Hara : La fille de la plage
- Kai Braden : Milo
- Kathy Sulieman : La femme avec le détecteur de métaux
- Sarah Rodriguez : Sharon
- Donald L. Stroud : Ronald
- Brede Carvalho : Le jeune garçon

### Épisode 3:Mourir sur scène
- États-Unis : 26 février 2023 sur NBC
- Suisse : 11 juin 2023 sur RTS Un

- États-Unis : 3,7 millions de téléspectateurs[3]

- Rachel Baeq : Rae Song
- Amy Waschke : Ji Yoo Park
- Mario López : Lui-même
- Fernando Chien (en) : Kwan
- Duke Davis Roberts : Mike
- Patrick Cronen : Jay Ramos
- Thomas Bekkers : Awesome Josh
- Romeo Valentine : Directeur
- Halem Medina : Doyle

### Épisode 4:Portée disparue
- États-Unis : 5 mars 2023 sur NBC
- Suisse : 11 juin 2023 sur RTS Un

- États-Unis : 3,56 millions de téléspectateurs[4]

- Vishesh Chachra : Bentley Avagyan
- Danny Garcia : Will Vega
- Talei Laury-Schaefer : Zoe Hines
- Abbey May : Ruthie Wright
- Eric William Morris : Jordan Hines
- Benita Krista Nall : Lena Hines
- Anthony J. Silva Jr. : Sergent Tatty Ryce
- Darny Chau : La fille en bikini

### Épisode 5:Du paradis à l'enfer
- États-Unis : 12 mars 2023 sur NBC
- Suisse : 18 juin 2023 sur RTS Un

- États-Unis : 3,29 millions de téléspectateurs[5]

- Sonny Marinelli : Vincent Welles
- Patrick Cavanaugh : David Carter
- Ashani Roberts : Dana Carter
- Serenity Grace Russell : Mia Carter
- Rita Rudner : Patty Talbot
- David Meyers : Greg
- Napoleon Tavale : Harold
- Ryan Pagan : Officier du HPD #1
- Darby Hinton : Owen Summers
- Mariano Farrar : Patrick Carson
- Carolina Hoyos : Bonnie
- Samantha Turret : Erin
- Cheyenne Amber : Krista

### Épisode 6:Copie Conforme
- États-Unis : 19 mars 2023 sur NBC
- Suisse : 18 juin 2023 sur RTS Un

- États-Unis : 3,07 millions de téléspectateurs[6]

- Christiane Seidel : Dr Sally Cates
- Cullen Douglas : Abe
- Patrick Mulvey : Jack Hill
- Brooke Butler : Amber
- Gina Vitori : Jenny Davis
- Kevin Yamada : Capitaine de Police
- Eli Burbage : Ambulancier Steve

### Épisode 7:Héritage
- États-Unis : 26 mars 2023 sur NBC
- Suisse : 25 juin 2023 sur RTS Un

- États-Unis : 2,73 millions de téléspectateurs[7]

- Ryan Dorsey : Nixon Haoa
- Lawrence Pressman : Gus Urima
- Judith Scott : Verna Calvin
- Jordan Belfi : Brent Urima
- Bethany Anne Lind (en) : Kerry Urima
- Kristy Dawn Dinsmore : Dawn Makali
- Sarah Haruko : Technicienne Police Scientifique Cynthia
- Jay Tapaoan : Technicien Police Scientifique Neil

### Épisode 8:Un ciel obscur
- États-Unis : 2 avril 2023 sur NBC
- Suisse : 25 juin 2023 sur RTS Un

- États-Unis : 3,59 millions de téléspectateurs[8]

- Eddie Jemison : Nolan Pierce
- America Olivo : Valentina
- Brett Zimmerman : Oliver Cane
- Jeff Campanella : Lewis Peele
- Rebecca Hirota : Keana
- Isabelle Du : Mara
- Jason Vail : U.S. Marshal
- Christian Yeung : Malcolm
- Monroe Robertson : Eli
- Russel Schoenhard : Officier du HPD

### Épisode 9:Sous emprise
- États-Unis : 16 avril 2023 sur NBC
- Suisse : 2 juillet 2023 sur RTS Un

- États-Unis : 3,29 millions de téléspectateurs[9]

- Sarah Jane Morris : Miranda Ivey
- Trent Garrett : Derek Evans
- Dylan Bruno : John
- Ellen Tamaki : Tanaka
- Emmie Nagata : Josie
- Richard Steinmetz : Leo
- Tal Anderson : Becca
- Antonio Anagaran : Steven Li
- Derek Graf : Vincent
- Lauren Elyse Buckley : Mary
- Trevor Danielson : Eddie
- Steve Sobel : Dr Anton Weiss
- Guy Messenger : Dr Henry Brooks
- Ku'uipo Todd : Cassie
- Cynthia Aldrich : Staci
- Dylan Sheldon : Garde de sécurité

### Épisode 10:Charlie Foxtrot
- États-Unis : 23 avril 2023 sur NBC
- Suisse : 2 juillet 2023 sur RTS Un

- États-Unis : 3,12 millions de téléspectateurs[10]

- Jonathan Stanley : Mercenaire Paul Swyzak
- Michele Hicks : Nadine Amherst
- Michael Ng : Médecin
- Stephanie Lum : Elle-même
- Xander Tunstall : Mercenaire Renshaw
- Salem Mikhael : Ahmad Hadid
- Jamaal Burcher : US Marshal
- Alexandra Ternstroem : Médecin urgentiste

### Épisode 11:Mis à prix
- États-Unis : 4 octobre 2023 sur NBC
- Suisse : 18 février 2024 sur RTS Un

- États-Unis : 3,57 millions de téléspectateurs[11]

- Aaron Anastasi : Yevgeny
- Chelsea Gilligan : Piper
- Padrick Shadeck : Vlad
- Eliza Shin : Mellie Kalili

### Épisode 12:Renouer des liens
- États-Unis : 11 octobre 2023 sur NBC
- Suisse : 18 février 2024 sur RTS Un

- États-Unis : 3,35 millions de téléspectateurs[12]

- Adam Wang : Yao
- David An : Teng
- Alex Anagnostidis : Patron du restaurant
- Willis Chung : Jun
- Chelsea Gilligan : Piper
- Henry Mark : Han
- Stephen Oyoung : Lu Chan

### Épisode 13:Un chef sur le gril
- États-Unis : 18 octobre 2023 sur NBC
- Suisse : 25 février 2024 sur RTS Un

- États-Unis : 3,26 millions de téléspectateurs[13]

- Artur Zai Barrera : Jason Peterson
- Brian DeRozan : Oscar Leong
- Martin Martinez : Cade Jensen
- Alain Uy : Milo
- Sab Shimono : George Nakamura
- Dennis Oh : Kanoa Clark
- Eugene Kim : Devon
- Eddie Kaulukukui : Charles
- Tre Hale : Loto Aina
- Larry Manetti : Nicky 'The Kid' DeMarco
- Linda Sato : Aki
- Lee Anne Wong : Melissa
- Rob Vincent : Aaron
- Jeanne Sparrow : Mme Aina
- Anthony J. Silva Jr. : Sergent 'Tatty' Rice
- Orion C.T. Jones : George à 5 ans
- Davis Tanaka : M. Nakamura
- April Lee : Mme Nakamura
- Yama Radtke : Tyler
- Bill Maeda : Fils de May
- Sven Erik Lindstrom : Agent spécial #1

### Épisode 14:De retour aux affaires
- États-Unis : 25 octobre 2023 sur NBC
- Suisse : 25 février 2024 sur RTS Un

- États-Unis : 3,19 millions de téléspectateurs[14]

- Keisuke Hoashi : Jamie
- Melvin Diggs : Justin Lewis
- Matt Mercurio : Will
- Jasmine Kimiko : Kai
- Michael deLara : Gabriel Santos
- Dane Drewis : Grant Sadeo
- Ibrahim Renno : Said
- Dallin McKay McKinney : Homme
- Cristopher David Cordio : Capitaine Keli'i
- Hakam Shalabi : Aram
- Douglas James Mason : Adam
- John Bahng : Policier #1
- David James Sikkink : Senateur Morris
- Makua Rothman : Lui-même

### Épisode 15:Dans la vraie vie
- États-Unis : 1er novembre 2023 sur NBC
- Suisse : 3 mars 2024 sur RTS Un

- États-Unis : 3,07 millions de téléspectateurs[15]

- Kirk Fox : Bo Bagley
- Linda Park : Dr. Lim
- Anne Leighton : Lana Turk
- Haley Rawson : Minka
- Ziya Kekoa Quinn : Sam 'Chewy'
- Vince Shin : Kim Kil-Yon
- Hiwa Tua'au : Kilo
- William Jaye : Victor
- Lisa Konove : Barbara
- Madison Bills : Parker
- Tom Michelsen : Caleb
- Cory DeMeyers : Nico
- Jennifer Sojot : Lana Look-a-Like
- Luis Pereira : Officier du HPD (non-crédité)

### Épisode 16:Disparition étrange
- États-Unis : 15 novembre 2023 sur NBC
- Suisse : 3 mars 2024 sur RTS Un

- États-Unis : 3,32 millions de téléspectateurs[16]

- Patrick Fabian : Sam Bedrosian
- Tait Blum : Jacob Fischer
- Malia Manuel : Elle-même
- Mikaela Poon : Kailea
- Danielle Larracuente : Nora Diaz
- Tristyn Lau : Emily
- Jessica Treska : Hannah
- Andrew Grace : Barman
- Mike Dargatis : Patron
- Danny Hogan : Chef des kidnappeurs
- Grant Bashore : Pasteur

### Épisode 17:Le poids de la conscience
- États-Unis : 6 décembre 2023 sur NBC
- Suisse : 10 mars 2024 sur RTS Un

- États-Unis : 3,01 millions de téléspectateurs[17]

- Jon Lovitz : Pierre
- Taylor Handley : Tate Walker
- Brent Sexton : James Harris
- Kate Bond : Procureure Lily Maxwell
- Kelly Frye : Margot
- Jeff Marlow : Jonathan Lee
- Manuel Rafael Lozano : Dylan
- Shereen Balles : Vera
- Eden-Lee Murray : Mme Fredricks
- Joan Powers : Juge
- Rachel Kylian : Préposé
- Saint Thompson : Agent de police Smith

### Épisode 18:Les joies du camping
- États-Unis : 13 décembre 2023 sur NBC
- Suisse : 10 mars 2024 sur RTS Un

- États-Unis : 2,93 millions de téléspectateurs[18]

- Andrew J. West : Professeur Sam Brody
- Laura Kai Chen : Dean Awana
- Kelsey Wang : Helen Yu
- Jacob Moskovitz : Travis
- Judith Moreland : Mme Burke
- Angelo Perez : Owen
- Nicole Paige Chaffin : Kelly Cameron
- Mariah Green : Lydia Burke
- Hayden James : Tanner
- Tyler Meditz : Vigile
- Jaalen Best : Coéquipier #1
- Roy Yamada : Coéquipier #2

### Épisode 19:Guérir
- États-Unis : 3 janvier 2024 sur NBC
- Suisse : 17 mars 2024 sur RTS Un

- États-Unis : 3,88 millions de téléspectateurs[19]

- Dianne Doan : Halia Kalani
- Nick Jandl : Brian Abbott
- Drew Rausch : DJ
- Peter James Smith : Randall
- Joe Toro : Tai
- Jim Lau : Moku
- David Preston : Henry
- Keoni Maiwela : Greg
- Cameron Lee Price : Dominic
- Manuel Austin : Frank
- Kamakani De Dely : Officier du HPD
- Michael Otis : Darren
- Trenton Rostedt : Mark Chambers
- Cristopher David Cordio : Capitaine Keli'i

### Épisode 20:Un jour viendra
- États-Unis : 3 janvier 2024 sur NBC
- Suisse : 17 mars 2024 sur RTS Un

- États-Unis : 3,48 millions de téléspectateurs[19]

- Patrick Fabian : Sam Bedrosian
- Chido Nwokocha : Shane
- Jesse Kove : Neil McRae
- David Shatraw : John
- Shanley Caswell : Amelia Reese
- Rachael Markarian : Maya Lee
- David T. Workman : Gavin Larsen
- Robert Santi : Marcus
- Fabrizio Alliata : Nelson
- Kelly Albanese : Officier Cole
- Saint Thompson : Officier Smith du HPD
- Emi Ellis : Tech
- Matthew Riccardini : Kai
- Grace Lee : Présentateur
- Donavon Frankenreiter : Lui-même
- Sarah Haruko : Technicien de la police scientifique
- Danny Hogan : Kidnappeur